# Ottokar Tumlirz
Ottokar Tumlirz (Vejprty, 17 de janeiro de 1856 — 4 de maio de 1928) foi um físico austríaco.
Estudou na Universidade Carolina em Praga, onde obteve um doutorado em 1879 com uma tese sobre e expansão de ondas sonoras e luminosas, orientado por Ernst Mach. Foi depois assistente de Ernst Mach no instituto de física experimental. Após ter sido lecturer por diversos anos em Praga, foi para a Universidade de Viena em 1890, como assistente de Joseph Stefan. Durante o ano seguinte foi indicado professor associado de física teórica da Universidade de Chernivtsi, onde em 1894 tornou-se professor pleno. De 1905 a 1925 foi professor da Universidade de Innsbruck, onde aposentou-se e foi sucedido por Arthur March.
Suas investigações científicas foram principalmente com assuntos relacionados à termodinâmica e ao eletromagnetismo. Foi autor de livros bem aceitos sobre teoria eletromagnética da luz e potencial elétrico:
- Elektromagnetische Theorie des Lichtes, 1883;
- Das Potential und seine Anwendung zu der Erklärung der elektrischen Erscheinungen, 1884.[2]

Em 1908 Tumlirz descreveu com bastante precisão experimentos que mostraram o efeito da rotação da Terra na saída da água através de uma abertura central, em um artigo com o título "New physical evidence on the axis of rotation of the earth".